# Goldon

Diatonisches Kinderklavier der Firma Goldon

Die Goldon Musikinstrumentenbau GmbH ist ein Hersteller von Musikinstrumenten aus Markneukirchen im sächsischen Vogtland.
Die Firma wurde 1936 gegründet. Unter dem Markenzeichen „Goldon“ stellte sie ausschließlich hochwertige Blockflöten her.
Ende der 1940er Jahre wurde das Sortiment erweitert auf Musikspielwaren wie Musikkreisel, Mundharmonikas, Zithern, Kinderklarinetten, Kastagnetten, Kindergitarren, Metallophone. Es war vor allem auf die musikalische Früherziehung von Kindern ausgerichtet. Seitdem hat das Unternehmen  vor allem in die Neu- und Weiterentwicklung von Instrumenten für die musikpädagogische Früherziehung investiert. Die Werkstätten in Markneukirchen liegen im Herzen einer „Musikwinkel“ genannten Region, die für die Herstellung hochwertiger Instrumente bekannt ist.

## Produkte
- Metallophone
- Xylophone
- Kinderklaviere
- Blockflöten
- Glockenspiele
- Klangbausteine
- Schellenringe, Tamburine und Rahmentrommeln
- Musikwagen
- sonstige Rhythmusinstrumente